# Валеріо Верре
Валеріо Верре (італ. Valerio Verre, нар. 11 січня 1994, Рим) — італійський футболіст, півзахисник, нападник «Сампдорії».
Виступав за молодіжну збірну Італії.

## Клубна кар'єра
Народився 11 січня 1994 року в Римі. Грав за низку дитячих команд, а 2005 року перейшов до системи підготовки гравців «Роми». У складі головної команди «вовків» провів одну офіційну гру в рамках Ліги Європи УЄФА 2011/12, після чого 2013 року був відданий в оренду до «Сієни», після чого ще по сезону відіграв на умовах оренди за друголігові «Палермо» та «Перуджу».
Влітку 2015 року також як орендований гравець перебрався до ще однієї друголігової команди, «Пескари». За результатами першого сезону у цій команді допоміг їй пробитися до Серії A, де і провів наступний сезон, вже уклавши з «Пескарою» повноцінний контракт.
Ще 31 січня 2017 року перейшов за 4 мільйони євро до «Сампдорії» і решту сезону 2016/17 догравав за «Пескару» на правах оренди. Сезон 2017/18 провів вже у складі «Сампдорії», проте пробитися до її стартового складу не зумів і наступні два сезони грав в оренді, спочатку за вже знайому йому «Перуджу», а згодом за «Верону».
Влітку 2020 року повернувся до лав «Сампдорії», де почав отримувати більше ігрового часу. Згодом першу половину 2022 року провів також в оренді в «Емполі», після чого знову повернувся до «Сампдорії».

## Виступи за збірні
2009 року дебютував у складі юнацької збірної Італії (U-16), загалом на юнацькому рівні взяв участь у 45 іграх, відзначившись 6 забитими голами.
Протягом 2015–2017 років залучався до складу молодіжної збірної Італії. На молодіжному рівні зіграв у 8 офіційних матчах.

## Статистика виступів

### Статистика клубних виступів
Станом на 5 серпня 2022
| Сезон                 | Команда               | Чемпіонат             | Чемпіонат | Чемпіонат | Національний кубок | Національний кубок | Національний кубок | Континентальні кубки | Континентальні кубки | Континентальні кубки | Інші змагання | Інші змагання | Інші змагання | Усього | Усього |
| Сезон                 | Команда               | Ліга                  | Ігор      | Голів     | Ліга               | Ігор               | Голів              | Ліга                 | Ігор                 | Голів                | Ліга          | Ігор          | Голів         | Ігор   | Голів  |
| --------------------- | --------------------- | --------------------- | --------- | --------- | ------------------ | ------------------ | ------------------ | -------------------- | -------------------- | -------------------- | ------------- | ------------- | ------------- | ------ | ------ |
| 2011–12               | «Рома»                | A                     | 0         | 0         | КІ                 | 0                  | 0                  | ЛЄ                   | 1                    | 0                    | -             | -             | -             | 1      | 0      |
| 2012–13               | «Сієна»               | A                     | 8         | 0         | КІ                 | 2                  | 1                  | -                    | -                    | -                    | -             | -             | -             | 10     | 1      |
| 2013–14               | «Палермо»             | B                     | 20        | 0         | КІ                 | 0                  | 0                  | -                    | -                    | -                    | -             | -             | -             | 20     | 0      |
| 2014–15               | «Перуджа»             | B                     | 37+1      | 5         | КІ                 | 3                  | 0                  | -                    | -                    | -                    | -             | -             | -             | 41     | 5      |
| 2015–16               | «Пескара»             | B                     | 31+4      | 1+1       | КІ                 | 2                  | 0                  | -                    | -                    | -                    | -             | -             | -             | 37     | 2      |
| 2016–17               | «Пескара»             | A                     | 28        | 0         | КІ                 | 2                  | 2                  | -                    | -                    | -                    | -             | -             | -             | 30     | 2      |
| Усього за «Пескару»   | Усього за «Пескару»   | Усього за «Пескару»   | 59+4      | 1+1       |                    | 4                  | 2                  |                      | -                    | -                    |               | -             | -             | 67     | 4      |
| 2017–18               | «Сампдорія»           | A                     | 18        | 0         | КІ                 | 1                  | 0                  | -                    | -                    | -                    | -             | -             | -             | 19     | 0      |
| 2018–19               | «Перуджа»             | B                     | 35+1      | 12        | КІ                 | 0                  | 0                  | -                    | -                    | -                    | -             | -             | -             | 36     | 12     |
| Усього за «Перуджу»   | Усього за «Перуджу»   | Усього за «Перуджу»   | 72+2      | 17        |                    | 3                  | 0                  |                      | -                    | -                    |               | -             | -             | 77     | 17     |
| 2019–20               | «Верона»              | A                     | 32        | 3         | КІ                 | 1                  | 0                  | -                    | -                    | -                    | -             | -             | -             | 33     | 3      |
| 2020–21               | «Сампдорія»           | A                     | 27        | 3         | КІ                 | 2                  | 1                  | -                    | -                    | -                    | -             | -             | -             | 29     | 4      |
| 2021-січ. 2022        | «Сампдорія»           | A                     | 11        | 0         | КІ                 | 1                  | 1                  | -                    | -                    | -                    | -             | -             | -             | 12     | 1      |
| січ.-черв. 2022       | «Емполі»              | A                     | 8         | 0         | КІ                 | -                  | -                  | -                    | -                    | -                    | -             | -             | -             | 8      | 0      |
| 2022–23               | «Сампдорія»           | A                     | 0         | 0         | КІ                 | 1                  | 0                  | -                    | -                    | -                    | -             | -             | -             | 1      | 0      |
| Усього за «Сампдорію» | Усього за «Сампдорію» | Усього за «Сампдорію» | 56        | 3         |                    | 5                  | 2                  |                      | -                    | -                    |               | -             | -             | 61     | 5      |
| Усього за кар'єру     | Усього за кар'єру     | Усього за кар'єру     | 256+6     | 24+1      |                    | 15                 | 5                  |                      | 1                    | 0                    |               | -             | -             | 278    | 30     |